# Giuseppe De Santis
Pour les articles homonymes, voir De Santis.
Giuseppe De Santis, né le 11 février 1917 à Fondi, dans le Latium, et mort le 16 mai 1997 à Rome, est un réalisateur italien, parmi les plus marquants du néo-réalisme des années 1940. Communiste convaincu, ses films sont ponctués d'appels ardents à la réforme sociale.
Il était le frère du directeur de la photographie Pasqualino De Santis.

## Biographie
D'abord étudiant en philosophie et en littérature, Giuseppe De Santis entre bientôt au Centro Sperimentale di Cinematografia de Rome. Il devient ensuite journaliste à la revue Cinema, dirigée par Vittorio Mussolini : ses articles sont autant de plaidoyers pour les premiers réalisateurs néoréalistes dont les films, qui tendent à refléter les simples réalités, souvent tragiques, de la vie du prolétariat, sont souvent tournés hors studio avec des acteurs non professionnels. En 1940, De Santis est un écrivain d’un certain renom et publie ses nouvelles dans de prestigieuses revues littéraires. En dépit de la présence de Vittorio Mussolini, De Santis et plusieurs des membres de la rédaction entrent en contact avec l’organisation clandestine du Parti communiste et s’engagent dans la résistance. La revue devient alors, paradoxalement, l’un des centres intellectuels de l’opposition au fascisme. L’adhésion de De Santis au communisme ne se démentira pas par la suite, le Parti représentant pour lui « un monde moral qu’il tentera ensuite d’illustrer dans ses films ».

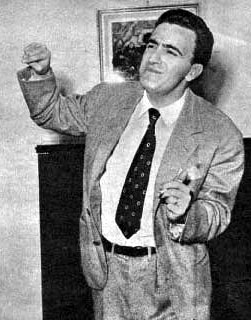
Giuseppe De Santis en 1951.

En 1942, De Santis collabore au scénario d'Les Amants diaboliques, le premier film de Luchino Visconti.
Tout en continuant sa collaboration à la revue, il s'investit de plus en plus dans l'écriture pour le cinéma et devient assistant. En 1945, il réalise son premier film, Jours de gloire. Dans ce film et les deux suivants, il appelle sincèrement à une amélioration des conditions de vie de la classe ouvrière italienne.
Son troisième film est Riz amer (1949), histoire d'une jeune femme qui travaille dans les rizières et doit choisir entre deux soupirants de condition sociale différente. Le film, qui marque le nouveau style cinématographique italien, fait de Silvana Mangano une vedette et vaut à De Santis une nomination aux Oscars pour son scénario.
C'est l'époque où le mouvement néoréaliste commence à perdre rapidement la faveur du public et de la critique. De nouveaux réalisateurs centrent leurs films, souvent dramatiques, sur les relations entre les protagonistes. De Santis s'adapte à ce changement, mais ses films en pâtissent. Alors qu'il tourne jusqu'en 1973, il ne retrouvera jamais la puissance de ses débuts.
En 1952, il tourne Onze heures sonnaient, illustration du tragique accident réel dont Augusto Genina avait donné sa version l'année précédente dans Histoires interdites.
Giuseppe De Santis meurt en 1997 à Rome, des suites d'une crise cardiaque. Il est unanimement considéré comme l'un des plus grands réalisateurs italiens du XXe siècle.

## Analyses de l'œuvre
Giuseppe De Santis a été présenté comme « le héraut d’un formalisme soviétique mal digéré, un marxiste orthodoxe ennuyeux et théorique, le tenant d’un cinéma national-populaire hérité des thèses de Gramsci sur la culture. » Les Inrocks considèrent qu'il fut un metteur en scène inégal, les trois premiers films de De Santis étant « sans conteste les meilleurs » et constituant une « magnifique trilogie de l’Italie d’après-guerre ».
Avec Chasse tragique notamment, De Santis « met en place un cinéma moral, tout à la fois documentaire et spectaculaire, ouvert sur l’espoir » : les hommes ne sont mauvais intrisèquement mais en raison de ce que la société ou les patrons ont fait d’eux. Le film suivant Riz amer, en grande partie grâce à la beauté de Silvana Mangano et au duo d’acteurs masculins (Vittorio Gassman et Raf Vallone), est nommé aux Oscars et connaît un succès populaire considérable. Il déplaît fortement au Parti communiste italien.
Le succès de De Santis diminue de plus en plus avec ses derniers films, Marcher ou mourir (1964), « film raté » selon Les Inrocks, tourné avec l’aide de l’Union soviétique, sur la participation italienne sur le front de l'Est en 1942.

## Filmographie
- 1945 : Jours de gloire (Giorni di gloria) coréalisé par Mario Serandrei, Marcello Pagliero, Luchino Visconti
- 1947 : Chasse tragique (Caccia tragica)
- 1949 : Riz amer (Riso amaro)
- 1950 : Pâques sanglantes (Non c'è pace tra gli ulivi)
- 1952 : Onze heures sonnaient (Roma ore 11)
- 1953 : La Fille sans homme (Un marito per Anna Zaccheo)
- 1954 : Jours d'amour (Giorni d'amore)
- 1956 : Hommes et loups (Uomini e lupi)
- 1958 : La Route d'une année (La strada lunga un anno)
- 1960 : Flagrant Délit (La garçonnière)
- 1964 : Marcher ou mourir (Italiani brava gente)
- 1971 : Un apprezzato professionista di sicuro avvenire
- 1995 : Oggi è un altro giorno (moyen métrage documentaire)